# Seznam dílů seriálu V jako Victoria
Toto je seznam dílů seriálu V jako Victoria. Americký sitcom V jako Victoria (v anglickém originále VICTORiOUS) vysílala v letech 2010 až 2013 dětská stanice Nickelodeon. Seriál sleduje dívku jménem Tori Vega (Victoria Justice), která byla přijata na hollywoodskou střední školu pro talentovanou mládež a zažívá na ní mnoho podivuhodných situací a dobrodružství se svými excentrickými kamarády. Seriál měl v USA premiéru 27. března 2010 a v Česku 4. prosince 2010. Dabingové studio připravující české znění seriálu neuvádí české názvy, a proto nejsou v přehledu uvedeny.

## Přehled řad
| Řada | Díly | Premiéra v USA  | Premiéra v USA    | Premiéra v ČR    | Premiéra v ČR      |
| Řada | Díly | První díl       | Poslední díl      | První díl        | Poslední díl       |
| ---- | ---- | --------------- | ----------------- | ---------------- | ------------------ |
| 1    | 20   | 27. března 2010 | 26. března 2011   | 4. prosince 2010 | 2. října 2011      |
| 2    | 13   | 2. dubna 2011   | 26. prosince 2011 | 8. ledna 2012    | 23. září 2012      |
| 3    | 14   | 28. ledna 2012  | 30. června 2012   | 7. října 2012    | 13. června 2013    |
| 4    | 13   | 22. září 2012   | 2. února 2013     | 12. června 2013  | 30. listopadu 2013 |

## Díly

### První řada (2010–2011)
- Victoria Justice, Leon Thomas III, Matt Bennett a Elizabeth Gillies účinkovali ve všech epizodách.
- Avan Jogia se nevyskytuje v jedné epizodě.
- Ariana Grande se nevyskytuje ve dvou epizodách.
- Daniella Monet se nevyskytuje ve čtyřech epizodách.

| Č. v seriálu | Č. v řadě | Původní název            | Režie         | Scénář            | Premiéra v USA     | Produkční kód |
| ------------ | --------- | ------------------------ | ------------- | ----------------- | ------------------ | ------------- |
| 1            | 1         | Pilot                    | Steve Hoefer  | Dan Schneider     | 27. března 2010    | 101           |
| 2            | 2         | The Bird Scene           | Steve Hoefer  | Dan Schneider     | 11. dubna 2010     | 102           |
| 3            | 3         | Stage Fighting           | Steve Hoefer  | George Doty IV.   | 18. dubna 2010     | 103           |
| 4            | 4         | The Birthweek Song       | Adam Weissman | Jake Farrow       | 25. dubna 2010     | 107           |
| 5            | 5         | Jade Dumps Beck          | Steve Hoefer  | Matt Fleckenstein | 2. května 2010     | 106           |
| 6            | 6         | Tori the Zombie          | Russ Reinsel  | Dan Schneider     | 8. května 2010     | 105           |
| 7            | 7         | Robarazzi                | Steve Hoefer  | Arthur Gradstein  | 4. června 2010     | 108           |
| 8            | 8         | Survival of the Hottest  | Russ Reinsel  | Dan Schneider     | 26. června 2010    | 117           |
| 9            | 9         | Wi-Fi in the Sky         | Steve Hoefer  | Dan Schneider     | 27. srpna 2010     | 118           |
| 10           | 10        | Beck's Big Break         | David Kendall | Arthur Gradstein  | 25. září 2010      | 104           |
| 11           | 11        | The Great Ping-Pong Scam | Steve Hoefer  | Matt Fleckenstein | 1. října 2010      | 115           |
| 12           | 12        | Cat's New Boyfriend      | Adam Weissman | Arthur Gradstein  | 8. října 2010      | 112           |
| 13-14        | 13-14     | Freak the Freak Out      | Steve Hoefer  | Dan Schneider     | 26. listopadu 2010 | 119-120       |
| 15           | 15        | Rex Dies                 | Russ Reinsel  | Jake Farrow       | 8. ledna 2011      | 110           |
| 16           | 16        | The Diddly-Bops          | Steve Hoefer  | Matt Fleckenstein | 17. ledna 2011     | 111           |
| 17           | 17        | Wok Star                 | Adam Weissman | Jake Farrow       | 17. ledna 2011     | 116           |
| 18           | 18        | The Wood                 | David Kendall | Dan Schneider     | 5. února 2011      | 114           |
| 19           | 19        | A Film By Dale Squires   | Adam Weissman | George Doty IV    | 5. března 2011     | 109           |
| 20           | 20        | Sleepover at Sikowitz's  | Russ Reinsel  | George Doty IV    | 26. března 2011    | 113           |

### Druhá řada (2012)
- Victoria Justice, Leon Thomas III, Matt Bennett, Elizabeth Gillies a Ariana Grande účinkovali ve všech epizodách.
- Daniella Monet se nevyskytuje ve dvou epizodách.
- Avan Jogia se nevyskytuje ve třech epizodách.

| Č. v seriálu | Č. v řadě | Původní název            | Režie         | Scénář                                                                | Premiéra v USA    | Produkční kód |
| ------------ | --------- | ------------------------ | ------------- | --------------------------------------------------------------------- | ----------------- | ------------- |
| 21           | 1         | Beggin' on Your Knees    | Steve Hoefer  | Jake Farrow                                                           | 2. dubna 2011     | 209           |
| 22           | 2         | Beck Falls for Tori      | Steve Hoefer  | Dan Schneider                                                         | 16. dubna 2011    | 201           |
| 23           | 3         | Ice Cream for Ke$ha      | Adam Weissman | Arthur Gradstein                                                      | 22. dubna 2011    | 210           |
| 24           | 4         | Tori Gets Stuck          | Russ Reinsel  | Jake Farrow                                                           | 14. května 2011   | 205           |
| 25           | 5         | Prom Wrecker             | Adam Weissman | Matt Fleckenstein                                                     | 21. května 2011   | 211           |
| 26-27        | 6-7       | Locked Up!               | Steve Hoefer  | Dan Schneider                                                         | 30. července 2011 | 203-204       |
| 28           | 8         | Helen Back Again         | Russ Reinsel  | Arthur Gradstein                                                      | 10. září 2011     | 202           |
| 29           | 9         | Who Did It to Trina?     | Adam Weissman | Dan Schneider                                                         | 17. září 2011     | 208           |
| 30           | 10        | Tori Tortures Teacher    | Russ Reinsel  | Matt Fleckenstein                                                     | 1. října 2011     | 206           |
| 31           | 11        | Jade Gets Crushed        | Clayton Boen  | Dan Schneider                                                         | 8. října 2011     | 207           |
| 32           | 12        | Terror on Cupcake Street | Steve Hoefer  | Dan Schneider                                                         | 15. října 2011    | 212           |
| 33           | 13        | Blooptorious             | Russ Reinsel  | Darren Thomas, Stefanie Ledar, Erica Spates a Sam Littenburg-Weisberg | 26. prosince 2011 | 213           |

### Třetí řada (2012–2013)
Třetí série se začala natáčet 2. října 2011 a natáčení skončilo 30. června 2012.
| Č. v seriálu | Č. v řadě | Původní název                    | Režie         | Scénář                               | Premiéra v USA   | Produkční kód |
| ------------ | --------- | -------------------------------- | ------------- | ------------------------------------ | ---------------- | ------------- |
| 34           | 1         | A Christmas Tori                 | Steve Hoefer  | Dan Schneider a Warren Bell          | 3. prosince 2011 | 301           |
| 35           | 2         | The Breakfast Bunch              | Steve Hoefer  | Dan Schneider a Jake Farrow          | 28. ledna 2012   | 302           |
| 36           | 3         | The Gorilla Club                 | Steve Hoefer  | Dan Schneider a Warren Bell          | 4. února 2012    | 307           |
| 37           | 4         | The Worst Couple                 | Adam Weissman | Dan Schneider a Matt Fleckenstein    | 11. února 2012   | 303           |
| 38           | 5         | Andre's Horrible Girl            | Steve Hoefer  | Dan Schneider a Warren Bell          | 18. února 2012   | 304           |
| 39           | 6         | Car, Rain, and Fire              | Russ Reinsel  | Dan Schneider a Jake Farrow          | 25. února 2012   | 305           |
| 40           | 7         | Tori & Jade's Playdate           | Adam Weissman | Dan Schneider a Matt Fleckenstein    | 3. března 2012   | 306           |
| 41           | 8         | April Fools Blank                | Russ Reinsel  | Dan Schneider a Matt Fleckenstein    | 24. března 2012  | 311           |
| 42           | 9         | Driving Tori Crazy               | Russ Reinsel  | Dan Schneider a Matt Fleckenstein    | 14. dubna 2012   | 308           |
| 43           | 10        | How Trina Got In                 | Russ Reinsel  | Dan Schneider a Christopher J. Nowak | 5. května 2012   | 309           |
| 44           | 11        | Tori Goes Platinum (Part 1 of 2) | Steve Hoefer  | Dan Schneider a Christopher J. Nowak | 19. května 2012  | 315           |
| 45           | 12        | Tori Goes Platinum (Conclusion)  | Steve Hoefer  | Dan Schneider a Christopher J. Nowak | 19. května 2012  | 316           |
| 46           | 13        | Crazy Ponnie                     | Clayton Boen  | Dan Schneider a Warren Bell          | 9. června 2012   | 310           |
| 47           | 14        | The Blonde Squad                 | Steve Hoefer  | Dan Schneider a Warren Bell          | 30. června 2012  | 313           |

### Čtvrtá řada (2013)
Tato série je celkově poslední.
- Daniella Monet se nevyskytuje ve dvou epizodách.

| Č. v seriálu | Č. v řadě | Původní název            | Režie         | Scénář                               | Premiéra v USA     | Produkční kód |
| ------------ | --------- | ------------------------ | ------------- | ------------------------------------ | ------------------ | ------------- |
| 46           | 1         | Wanko's Warehouse        | Adam Weissman | Dan Schneider a Christopher J. Nowak | 22. září 2012      | 312           |
| 47           | 2         | The Hambone King         | Russ Reinsel  | Dan Schneider a Matt Fleckenstein    | 29. září 2012      | 314           |
| 48           | 3         | Opposite Date            | Steve Hoefer  | Dan Schneider a Warren Bell          | 13. října 2012     | 317           |
| 49           | 4         | Three Girls and a Moose  | David Kendall | Dan Schneider a Christopher J. Nowak | 20. října 2012     | 319           |
| 50           | 5         | Cell Block               | Adam Weissman | Dan Schneider a Warren Bell          | 24. listopadu 2012 | 318           |
| 51           | 6         | Tori Fixes Beck and Jade | David Kendall | Dan Schneider a Warren Bell          | 1. prosince 2012   | 320           |
| 52           | 7         | One Thousand Berry Balls | David Kendall | Dan Schneider a Dave Malkoff         | 8. prosince 2012   | 326           |
| 53           | 8         | Robbie Sells Rex         | Adam Weissman | Dan Schneider a Christopher J. Nowak | 15. prosince 2012  | 321           |
| 54           | 9         | The Bad Roommate         | Steve Hoefer  | Dan Schneider a Warren Bell          | 5. ledna 2013      | 322           |
| 55           | 10        | Brain Squeezers          | Clayton Boen  | Dan Schneider a Warren Bell          | 12. ledna 2013     | 324           |
| 56           | 11        | The Slap Fight           | Steve Hoefer  | Dan Schneider a Christopher J. Nowak | 19. ledna 2013     | 327           |
| 57           | 12        | Star-Spangled Tori       | Adam Weissman | Dan Schneider a Christopher J. Nowak | 26. ledna 2013     | 325           |
| 58           | 13        | Victori-Yes              | David Kendall | Dan Schneider a Christopher J. Nowak | 2. února 2013      | 323           |